# Parlament Italijanske republike
Parlament Italijanske republike (italijansko Parlamento della Repubblica Italiana) je ustavno telo, ki je zadolženo za državno zakonodajo in politični nadzor Vlade Italijanske republike. Je dvodomno zakonodajno telo s 600 izvoljenimi člani in majhnim številom neizvoljenih članov (senatori a vita). Italijanski parlament je sestavljen iz poslanska zbornica (s 400 člani ali poslanci (deputati), izvoljenimi na nacionalni ravni) in iz senata republike (z 200 člani ali senatorji (senatori), izvoljenimi na regionalni osnovi, in majhnim številom dosmrtnih senatorjev ali senatori a vita, ki jih po uradni dolžnosti imenuje predsednik republike ali nekdanji predsedniki sami).
Domova sta neodvisna drug od drugega in se nikoli ne sestajata skupaj, razen v okoliščinah, ki jih določa ustava Italije. Po ustavi imata domova italijanskega parlamenta enaka pooblastila, za razliko od večine parlamentarnih sistemov. Popolna dvodomnost je bila v sedanji obliki kodificirana od sprejetja Albertinskega statuta in ponovno oživela po strmoglavljenju fašistične diktature v 20. in 30. letih prejšnjega stoletja. Med poslanci in senatorji se ne razlikuje, ne glede na to, da poslanec ne more biti hkrati senator in poslanec; pri predsednikih in podpredsednikih ima prednost starejši.

## Politična pripadnost parlamentarnih skupščin
Parlamentarci so predstavniki političnih strank, za katere so se opredelili državljani v zadnjih volitvah. Posebne važnosti je politična pripadnost predsednikov, ki v skladu z zakonskimi pooblastili lahko posredno vplivajo na delovanje celotne skupščine.
Zaradi tega je vse od samega nastanka republiškega parlamenta veljala tradicija o politični pripadnosti predsednikov parlamentarnih skupščin, se pravi da je en predsednik pripadal večinski stranki, drugi pa opoziciji. To pravilo naj bi zagotavljalo nepristranskost parlamenta, predvsem pri nekaterih odločbah, ki jih morata sprejeti sporazumno oba predsednika. To je na primer imenovanje članov nekaterih pomembnih administrativnih komisij (komisija za nadzor konkurence, komisija za javna občila), članov upravnega sveta RAI in članov predsedstva Državnega računovodstva.
Ta tradicija je bila prekinjena od leta 1994 do leta 2010, ko sta predsednika obeh zbornic pripadala večinski stranki.
Trenutni (2013) predsednik poslanske zbornice je Laura Boldrini (opozicija) in predsednik senata je Pietro Grasso (večina).